# Brandon Cumpton
Brandon Tyler Cumpton (né le 16 novembre 1988 à Evans, Géorgie, États-Unis) est un lanceur droitier des Ligues majeures de baseball qui a joué pour les Pirates de Pittsburgh et les Blue Jays de Toronto entre 2013 et 2018.

## Carrière
Joueur des Yellow Jackets de Georgia Tech, à Atlanta, Brandon Cumpton est un choix de neuvième ronde des Pirates de Pittsburgh en 2010. Ce lanceur partant droitier gravit rapidement les échelons en ligues mineures : il amorce la saison de baseball 2013 dans le Double-A avant de graduer peu après au niveau Triple-A puis d'être appelé dans les majeures par Pittsburgh à la suite de la blessure en juin du lanceur A. J. Burnett. Cumpton fait ses débuts dans le baseball majeur pour les Pirates le 15 juin 2013 comme lanceur partant contre les Dodgers de Los Angeles.